# تابوت

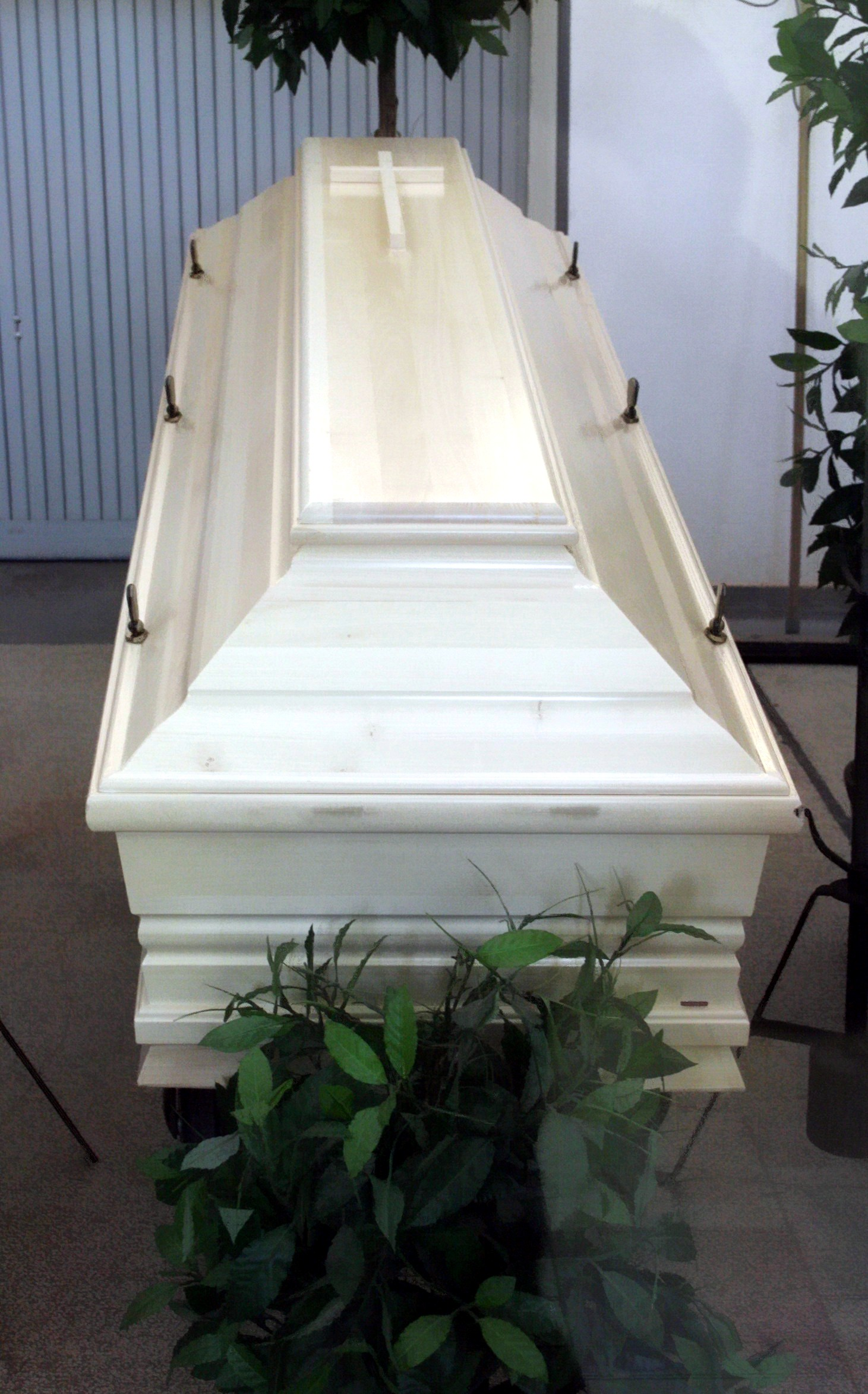
یک تابوت سفید

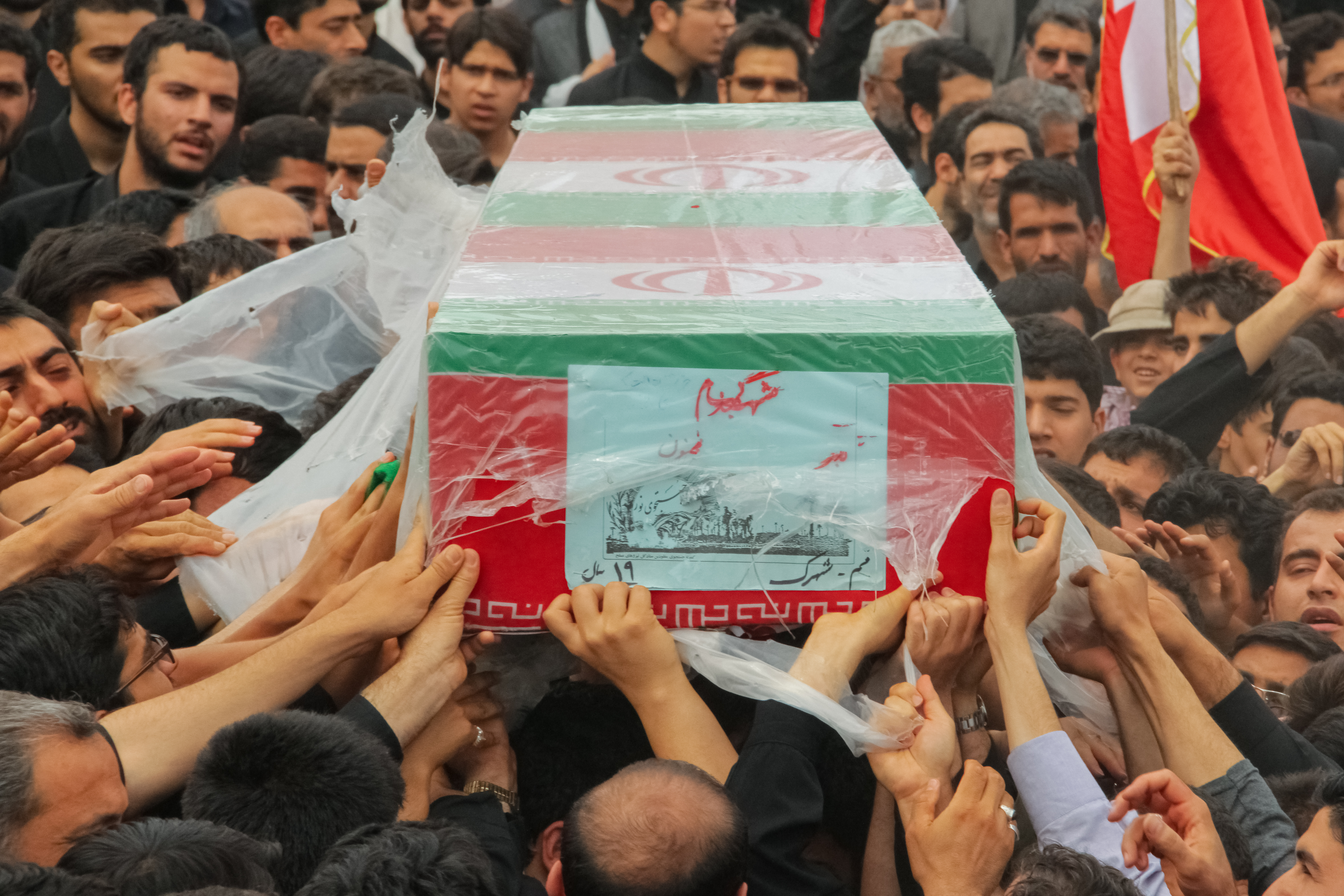
تابوت یکی از کشته شدگان بی نام جنگ ایران و عراق در مراسم خاکسپاری وی در شهرک پردیسان قم (در ادبیات رسمی جمهوری اسلامی ایران از این افراد با نام شهید گمنام یاد میشود)

تابوت یا نَعش (وام‌واژه از عربی) یک جعبهٔ چوبی است که از آن برای حمل و نقل و دفن جسد مردگان استفاده می‌شود.
در اسلام و یهودیت، مردگان باید حتماً در خاک دفن شوند و از تابوت فقط برای حمل و نقل استفاده می‌شود، ولی مسیحیان مردگان خود را با تابوت در خاک می‌گذارند.
در ایران، تا چندی پیش، مردگان با برانکارد حمل می‌شدند، امّا هم‌اکنون بهشت زهرا تهران از تابوت برای حمل و نقل مردگان استفاده می‌کند.

## همچنین ببینید
- نعش‌کش